# Sievekingia herrenhusana
Sievekingia herrenhusana là một loài thực vật có hoa trong họ Lan. Loài này được Jenny miêu tả khoa học đầu tiên năm 1986.